# Plectogona angusta
Plectogona angusta är en mångfotingart som först beskrevs av Robert Latzel 1887.  Plectogona angusta ingår i släktet Plectogona och familjen knöldubbelfotingar. Inga underarter finns listade i Catalogue of Life.